# Ожаровка
Ожаровка (укр. Ожарівка) — село в Старосинявском районе Хмельницкой области Украины.
Население по переписи 2001 года составляло 184 человека. Почтовый индекс — 31410. Телефонный код — 3850. Занимает площадь 1,659 км². Код КОАТУУ — 6824484501.
В селе родился Герой Советского Союза Василий Левицкий.

## Местный совет
31410, Хмельницкая обл., Старосинявский р-н, с. Ожаровка